# Alberto Bárcena
Alberto Bárcena Pérez (Madrid, 1955) es un historiador y ensayista español especializado en Historia Contemporánea, la Iglesia Católica y la Masonería.

## Biografía

### Primeros años y formación
Nació en Madrid en 1955. Obtuvo la licenciatura en Derecho en la Universidad Complutense de Madrid. En 2013 obtuvo el doctorado en Historia en la Universidad CEU San Pablo de Madrid con una tesis dirigida por María Saavedra Inaraja y titulada La redención de penas en el Valle de los Caídos.

### Vida docente y académica
Desde el año 2001 es profesor en el Instituto de Humanidades Ángel Ayala de la Universidad CEU San Pablo donde ha impartido las asignaturas de Historia de las Civilizaciones, Historia de España, Historia Social de Europa y Doctrina Social de la Iglesia en las facultades de Derecho, Económicas y Humanidades. Ha sido profesor de la Universitas Senioribvs.
Es socio fundador y responsable de Cultura de la Fundación Foro San Benito de Europa, de carácter eclesiástico.
Desde 2012, director del programa Historia de la Iglesia, en Radio María España.

## Pensamiento
Considera que las Naciones Unidas y la Unión Europea, con el apoyo de «prácticamente todos los países y los partidos políticos excepto los del Grupo de Visegrado», han diseñado un nuevo orden mundial con el fin de disminuir la población y hacerla fácil de controlar, destruir la religión y «cambiar el modelo de familia». Afirma que dicha ideología —a la que denomina credo del Anticristo, según expresión de Benedicto XVI— se ha impuesto «en todo Occidente» mediante un proceso de adoctrinamiento generalizado y la adopción de nuevos derechos (aborto, matrimonio igualitario, reproducción asistida, eutanasia...) en los países democráticos.

## Obras
- A. Bárcena Pérez, La redención de penas en el Valle de los Caídos (2012) -Tesis doctoral-
- A. Bárcena Pérez, La guerra de la Vendée: una cruzada en la revolución (2014)
- A. Bárcena Pérez, Los presos del Valle de los Caídos (2015) Basado en la tesis doctoral del autor titulada La redención de penas en el Valle de los Caídos defendida en el curso 2011-2012 en la Universidad CEU San Pablo.
- A. Bárcena Pérez, Iglesia y masonería: las dos ciudades (2016)
- A. Bárcena Pérez, La pérdida de España. Tomo I: De la Hispania Romana al reinado de Alfonso XIII (2019)
- A. Bárcena Pérez, La pérdida de España. Tomo II: De la II República a nuestros días (2020)

Es coautor del libro contrario a la Ley de la memoria histórica titulado "Memoria histórica", amenaza para la paz en Europa editado por el Grupo de los Conservadores y Reformistas Europeos del Parlamento Europeo, en el que está encuadrado Vox, y en el que también han colaborado Hermann Tertsch, Francisco José Contreras, Stanley G. Payne, Fernando Sánchez Dragó, Ángel David Martín Rubio, Alfonso Ussía, Jesús Lainz, Luis Togores, Miguel Platón, Javier Barraycoa, Pedro Carlos González Cuevas, José Manuel Otero Novas, Jesús Palacios Tapias y Pedro Fernández Barbadillo.